# Rick Findlater
Rick Findlater ist ein australischer Maskenbildner und Friseur beim Film, der seit Beginn seiner Karriere Ende der 1990er Jahre an rund 30 Film- und Fernsehproduktionen beteiligt war. Bei der Oscarverleihung 2013 wurde er für seine Arbeit bei Der Hobbit: Eine unerwartete Reise zusammen mit Peter Swords King und Tami Lane für den Oscar in der Kategorie Bestes Make-up und beste Frisuren nominiert war. Findlater und King wurden 2013 zusammen mit Richard Taylor für diesen Film auch für einen British Academy Film Award in der Kategorie Beste Maske nominiert. 2014 wurden Findlater, King und Taylor für ihre Arbeit bei Der Hobbit: Smaugs Einöde für einen weiteren British Academy Film Award nominiert.
2017 wurde er in die Academy of Motion Picture Arts and Sciences (AMPAS) aufgenommen, die alljährlich die Oscars vergibt.

## Filmografie
- 1997: Conor, der Kelte (Roar, Fernsehserie)
- 1998: Chamäleon – Spektakuläre Verwandlung (Chameleon, Fernsehfilm)
- 1998: Gargantua – Das Monster aus der Tiefe (Gargantua, Fernsehfilm)
- 1998: Tales of the South Seas (Fernsehserie)
- 1999: BeastMaster – Herr der Wildnis (BeastMaster, Fernsehserie)
- 1999: Alien Cargo (Fernsehfilm)
- 2001: Der Herr der Ringe: Die Gefährten (The Lord of the Rings: The Fellowship of the Ring)
- 2002: Lost in Oz (Fernsehfilm)
- 2002: Der Herr der Ringe: Die zwei Türme (The Lord of the Rings: The Two Towers)
- 2003: Der Herr der Ringe: Die Rückkehr des Königs (The Lord of the Rings: The Return of the King)
- 2003: Last Samurai (The Last Samurai)
- 2003: Mermaids – Landgang mit Folgen (Mermaids, Fernsehfilm)
- 2003: George, der aus dem Dschungel kam 2 (George of the Jungle 2, Video/DVD)
- 2004: Der Flug des Phoenix (Flight of the Phoenix)
- 2005: King Kong
- 2006: Der bunte Schleier (The Painted Veil)
- 2006: Der Fluch – The Grudge 2 (The Grudge 2)
- 2007: I’m Not There
- 2007: The Starter Wife – Alles auf Anfang (The Starter Wife, Fernseh-Mehrteiler)
- 2008: Shutter – Sie sehen dich (Shutter)
- 2009: Avatar – Aufbruch nach Pandora (Avatar)
- 2009: In meinem Himmel (The Lovely Bones)
- 2009: Amelia
- 2010: Die Chroniken von Narnia: Die Reise auf der Morgenröte (The Chronicles of Narnia: The Voyage of the Dawn Treader)
- 2012: Der Hobbit: Eine unerwartete Reise (The Hobbit: An Unexpected Journey)
- 2012: The Impossible (Lo imposible)
- 2013: Der Hobbit: Smaugs Einöde (The Hobbit: The Desolation of Smaug)
- 2013: Zulu
- 2014: Der Hobbit: Die Schlacht der Fünf Heere (The Hobbit: The Battle of the Five Armies)
- 2014: Unbroken
- 2015: San Andreas